# Janez Janša
Janez Janša (izgovarjava IPA: [ˈja:nɛz- ˈja:nʃa], uradno ime Ivan Janša, znan tudi kot Janez Ivan Janša) slovenski politik, * 17. september 1958, Grosuplje, SFRJ.
Politično kariero je pričel že v času Jugoslavije, pri 17 letih, ko se je včlanil v Zvezo komunistov Jugoslavije. Kot eden od obsojenih v procesu proti četverici (JBTZ) in kasnejši obrambni minister je bil eden ključnih ljudi slovenske osamosvojitve. Leta 2004 je postal predsednik 8. vlade Republike Slovenije. Ponovno je premier postal leta 2012, ko je na tem mestu nasledil Boruta Pahorja. Vlado je nato odnesla konstruktivna nezaupnica.
Janša je bil s Slovensko demokratsko stranko naslednja leta vodja opozicije v državnem zboru, leta 2014 pa je bil pred volitvami zaradi korupcije obsojen na zaporno kazen. Zaporno kazen je zaključil predčasno, saj je decembra istega leta Ustavno sodišče Republike Slovenije sodbo v zadevi Patria soglasno razveljavilo in jo vrnilo na prvo stopnjo, primer pa je kasneje zastaral. Ker se je politični proces odvijal v času parlamentarnih volitev, je vzbudil več polemik o političnem pregonu Janše, in o tem, ali je politični zapornik.
Od volitev leta 2014 se je več sredinskih in levo-sredinskih strank izreklo proti sodelovanju v vladah pod vodstvom Janeza Janše, saj naj bi s svojo stranko širil nestrpnost, sam pa zagovarjal avtoritarne pristope. Po parlamentarnih volitvah leta 2018 stranka SDS kljub zmagi sprva ni uspela sestaviti koalicije. Po razpadu 13. vlade Republike Slovenije pod vodstvom Marjana Šarca, je predsednik države Borut Pahor Janši ponudil mandat za sestavo vlade. S strankami NSi, SMC in DeSUS so v začetku marca 2020 sestavili 14. vlado Republike Slovenije, ki je prisegla 13. marca 2020. Pod Janševim vodstvom je bila Slovenija prva država EU, ki je razglasila konec epidemije koronavirusne bolezni v prvem valu, v drugem valu, ki se je začel septembra istega leta, pa je bil odziv eden najmanj učinkovitih na svetu. Mandat tretje Janševe vlade se je zaključil 13. maja 2022 s konstituiranjem 9. sklica Državnega zbora Republike Slovenije. Tekoče posle je vlada opravljala do 1. junija 2022.
Janšo so v zadnjem času pri The Independent opisovali kot populističnega desnega voditelja, pri Foreign Policy pa kot skrajno desnega. Njegov stil politike so primerjali z Donaldom Trumpom; National public radio (NPR) ga je poimenoval "populist v stilu MAGA", Der Spiegel pa "slovenski Trump" in Deutsche Welle "mini-Trump", podobno tudi BBC .Po predsedniških volitvah leta 2020 v Ameriki je Janša na Twitterju objavil vrsto teorij zarot o volitvah. Janša je tesen zaveznik madžarskega premiera Viktorja Orbana.

## Mladost in izobraževanje
Ivan Janša je pri krstu dobil ime Janez. Šolal se je v domačem Grosuplju, na klasični gimnaziji v Stični, današnji Srednji šoli Josipa Jurčiča, in po tem v Ljubljani. Leta 1982 je na takratni Fakulteti za sociologijo, politične vede in novinarstvo končal študij Splošne ljudske obrambe in družbene samozaščite (danes obramboslovja).
Leta 1975 se je kot 17-letni mladenič včlanil v Zvezo komunistov Jugoslavije in bil med najmlajšimi člani Partije v Grosuplju. Tega leta je obiskal partijsko šolo v Kumrovcu. Bil je Titov štipendist, predsednik občinske organizacije Zveze socialistične mladine Slovenije, član občinskih komitejev  Socialistične zveze delovnega ljudstva Slovenije, član republiških in zveznih organov ZSMS in SZDL. Leta 1977 je kot eden najperspektivnejših partijskih kadrov v svojem okolju že vodil pohod prve čete mladinske brigade Ivo Lola Ribar v bosansko Jajce.
V prostem času se je v mladosti ukvarjal z alpinizmom.

## Javno delovanje
Janša je bil član in funkcionar Zveze komunistov Slovenije (ZKS), vendar je bil pozneje iz ZKS izključen.
V Časopisu za kritiko znanosti in Mladini je objavljal o nujni prenovi JLA. Širši javnosti je postal znan 31. maja 1988, ko je z njegovim prijetjem Služba državne varnosti sprožila afero JBTZ. Proces proti četverici, v katerem so Janšo, Davida Tasića, Francija Zavrla ter podčastnika JLA Ivana Borštnerja pred vojaškim sodiščem obtožili izdaje vojaške skrivnosti, je sprožil močan odziv javnosti, ki je še pospešil zahteve za demokratizacijo slovenske družbe. Njegov takratni prijatelj Igor Bavčar je ustanovil Odbor za varstvo človekovih pravic, ki se je potegoval, da bi četverici omogočili branjenje s prostosti in sojenje pred civilnim sodiščem v slovenskem jeziku. Janez Janša je bil obsojen na leto in pol zapora.
Januarja 1989 je bil Janša eden od soustanoviteljev Slovenske demokratične zveze (SDZ), ene prvih opozicijskih strank v takratni Socialistični republiki Sloveniji, maja istega leta pa je odšel na prestajanje zaporne kazni, ki jo je končal po tretjini trajanja.

### Delo v Skupščini Republike Slovenije 1990–1992
Janša je bil na prvih večstrankarskih volitvah v Sloveniji aprila 1990 izvoljen za poslanca in je maja postal minister za obrambo v Demosovi vladi pod vodstvom Lojzeta Peterleta. Pod njegovim vodenjem je iz Teritorialne obrambe nastala Slovenska vojska, ki je v osamosvojitveni vojni poleti 1991 z relativno malo žrtvami izšla kot zmagovalka.
Na kongresu jeseni 1991 je SDZ razpadla in se razcepila v dve novi stranki, Demokratsko stranko (DS), ki se je 1994 združila z LDS, ter Narodno demokratska stranka (NDS), ki se je pozneje združila s SKD. Janša se ni pridružil nobeni od njiju, pač pa se je spomladi leta 1992 pridružil Jožetu Pučniku in njegovi Socialdemokratski stranki Slovenije (SDSS).

### Minister za obrambo 1993–1994 in leta 2000
Janša je bil minister za obrambo v dveh Drnovškovih vladah, 1992–1993 (2. vlada Republike Slovenije) in 1993–1994 (3. vlada Republike Slovenije).
Marca 1994 so ga razrešili zaradi afere Depala vas, v kateri so vojaške osebe aretirale policijskega sodelavca v civilu. Predlog o razrešitvi je podal predsednik vlade Slovenije Janez Drnovšek. Po razrešitvi Janše je njegova Socialdemokratska stranka Slovenije izstopila iz vlade, ter odšla v opozicijo.
Funkcijo obrambnega ministra je opravljal tudi v sedemmesečnem obdobju Bajukove vlade leta 2000.

### Delo v stranki
Leta 1993 ga je tretji kongres SDS (takrat še Socialdemokratske stranke) izvolil za predsednika. Ponovno je bil izvoljen za predsednika SDS na kongresih stranke leta 1997, leta 2001, leta 2005 in leta 2009. SDS se je leta 2003 preimenovala v Slovensko demokratsko stranko, kratica SDS je ostala.
Na prvih volitvah v evropski parlament pa je dobila dve poslanski mesti. SDS se je v evropskem parlamentu pridružila Evropski ljudski stranki (desno-sredinska stranka) in s tem prekinila socialdemokratsko povezavo nekdanje Pučnikove SDS.

### Prva Janševa vlada (2004–2008)
Njegova stranka SDS je prejela največ glasov na parlamentarnih volitvah leta 2004 in 3. decembra je Janez Janša postal predsednik vlade (8. vlada Republike Slovenije).

### V opoziciji 2008–2011
Na državnozborskih volitvah leta 2008 so Janševo stranko SDS nepričakovano, kljub ugodnim javnomnenskim raziskavam,prehiteli Pahorjevi Socialni demokrati (SD), ki so oblikovali koalicijsko vlado. SDS je postala najmočnejša stranka v opoziciji in s tem Janez Janša neformalni vodja opozicije.
Leta 2011 je bil obtožen zaradi domnevnega podkupovanja s strani finskega podjetja Patria v korist stranke SDS (afera Patria).

### Druga Janševa vlada (2012–2013)
Na državnozborskih volitvah leta 2011 je kandidiral in bil izvoljen za poslanca na listi stranke SDS.
Na teh izrednih volitvah je njegova stranka SDS dosegla drugo mesto, takoj za novo stranko, Jankovićevo Pozitivno Slovenijo. Zoran Janković ni dobil potrebne večine za mandatarja za sestavo nove vlade. 25. januarja 2012 je pa bila podpisana koalicijska pogodba med petimi strankami, ki je bila pogoj, da je Janez Janša kandidiral za novega mandatarja. Predsednik države Danilo Türk, ki je predlagal za prvega mandatarja zmagovalca, v drugo do določenega datuma ni predlagal nikogar.
28. januarja 2012 je bil Janez Janša izvoljen za mandatarja z 51 glasovi (39 proti).
10. februarja je vlada tudi nastopila svoj mandat kot 10. vlada Republike Slovenije.
Vlada je morala zaradi finančne, družbene in gospodarske krize, ki se je v svetu pričela leta 2008, sprejeti vrsto nepopularnih ukrepov. V novembru 2012 so se v Sloveniji pričeli množični javni protesti. Med drugim so »vstajniki« zahtevali tudi sestop vlade in vse politične elite.
Zahteve po odstopu predsednika vlade Janeza Janše so se zaostrile po objavi poročila Komisije za preprečevanje korupcije (7. januarja 2013), ki je pri dveh voditeljih strank, Janezu Janši in Zoranu Jankoviću, zaznala »obremenjenost s korupcijskimi tveganji«.
27. februarja 2013 je bila v državnem zboru na predlog skupine strank (PS, SD, DL, DESUS ob podpori SLS) izglasovana konstruktivna nezaupnica vladi Janeza Janše. S 55 glasovi za in 33 proti je postala mandatarka za sestavo nove vlade Republike Slovenije Alenka Bratušek.

### V opoziciji 2013–2020
Obdobje po razpadu Janševe vlade je za Janeza Janšo zaznamovano s sodbo v zadevi Patria, kjer je bil obsojen skupaj z brigadirjem Tonetom Krkovičem in podjetnikom Ivanom Črnkovičem. Najprej je izjavil, da ne bo ponovno zasedel poslanskega položaja. Namesto tega je napovedal, da bo delal v stranki SDS, pisal knjige, predaval na inštitutih v tujini in deloval kot svetovalec. 21. maja 2013 je izšla njegova nova knjiga, z naslovom Za kulturo življenja.

#### Zaporna kazen
Aprila 2014 je tri dni po usodnem kongresu takratne največje vladne stranke , obsodbo prvostopenjskega sodišča potrdilo tudi višje sodišče. Vložil je zahtevo za varstvo zakonitosti na Vrhovno in ustavno pritožbo na Ustavno sodišče. Slednje je pritožbo zavrnilo, s čimer je sodba postala pravnomočna. Po odredbi okrožnega sodišča 20. junija 2014 je pričel s prestajanjem dveletne zaporne kazni na Dobu. Do zapora ga je pospremila skupina podpornikov.
Ne glede na zaporno kazen, zakonske omejitve glede tega ni, je stranka SDS vložila njegovo kandidaturo na predčasnih državnozborskih volitvah, ki so bile zaradi razpada vlade Alenke Bratušek 13. julija 2014. Na volitvah je Janševa stranka SDS dosegla drugo mesto z 20,7% glasov in dobila 21 poslancev, med drugim je bil izvoljen tudi Janez Janša. Kljub dvomom ali lahko med služenjem zaporne kazni vodi državo - slovenska zakonodaja namreč tega ne določa natančno - je bil Janši mandat potrjen sočasno z drugimi poslanci in je prihajal na seje DZ iz zapora. Mandat zapornika Janše je ostal sporen, zlasti ko ga je stranka SDS predlagala za člana komisije za nadzor obveščevalnih služb.
Novembra 2014 je Ustavno sodišče sklenilo, da je poslanski mandat Janeza Janše legitimen. Decembra 2014 je Ustavno sodišče RS soglasno sprejelo odločitev, da se izpusti Janeza Janšo iz zapora do dokončne odločitve o ustavnosti sodbe v zadevi Patria. Aprila leta 2015 je Ustavno sodišče RS razveljavilo celotno sodbo Patria in izpuščena sta bila tudi Tone Krkovič in Ivan Črnkovič.
28. junija 2022 je Ustavno sodišče Republike Slovenije zavrglo Janševo pritožbo v zadevi Patria in sporočilo, da ima zaradi 31. člena Ustave Republike Slovenije pravnomočen sklep o ustavitvi postopka zaradi zastaranja (iz vidika zagotavljanja domnevne nedolžnosti) iz 27. člena ustave enake pravne učinke kot oprostilna sodba. Janša je ob tem na portalu Twitter zapisal: »Po več kot petnajstih letih sage o Patrii je slovenska karikatura pravne države končala zadevo z razglasitvijo nedolžnosti.«

### Zmaga na volitvah 2018
Janez Janša je po letu 2004 skupaj s svojo stranko SDS ponovno zmagal na parlamentarnih volitvah. Stranka je osvojila 25 sedežev v parlamentu. Med volilno kampanjo so se stranke z izjemo Nove Slovenije in Slovenske nacionalne stranke distancirale od delovanja Janeza Janša ter stranke SDS, z argumentacijo, da njena politika širi sovražnost. Prvak Pozitivne Slovenije in župan Ljubljane Zoran Janković ter predsednika DeSUS-a Karl Erjavec sta celo podpisala t. i. sporazum o Levem bloku, ki je pozival ostale stranke, naj se s podpisom zavežejo k temu, da ne bodo vstopile v koalicijo z Janšo, ki so mu javnomnenjske raziskave kazale zmago na volitvah.
Po zmagi na volitvah so se začela formalna in neformalna srečanja, na eni strani pod vodstvom Janeza Janše, ki je na pogovore uradno povabil vse parlamentarne stranke, na drugi strani pa pod vodstvom Marjana Šarca, ki je k pogovorom povabil vse parlamentarne stranke, razen SDS. Po pogovoru s predsednikom države Borutom Pahorjem, je Janša v izjavi za medije dejal, da, če bo nekdo zbral večino kandidatov, sam mandata za sestavo vlade ne bo sprejel, saj da nima smisla zavlačevati procedure. Pahor je ocenil, da bi bilo za državo dobro, da vlado sestavi zmagovalec volitev, saj so ostale opcije iz izkušenj druga najboljša možnost. Janez Janša mandata naposled ni prevzel. Pahor je mandat nato podelil Marjanu Šarcu, ki je po odstopu Nove Slovenije od pogajanj ter nato nesoglasjih z Levico, s slednjo sestavil prvo manjšinsko vlado v zgodovini Republike Slovenije. S 55 glasovi "ZA" ter 31 "PROTI", je bil Šarec 17. avgusta 2018 izvoljen za predsednika vlade, 13. septembra 2018 pa je bila potrjena še celotna vlada.

### Tretja Janševa vlada (2020–2022)
Po razpadu Šarčeve vlade, je Slovenska demokratska stranka vsem parlamentarnim strankam poslala vabilo na pogovore o možnostih nove koalicije. Vabilo so zavrnile Lista Marjana Šarca, Levica, Stranka Alenke Bratušek in Socialni demokrati, udeležile pa so se jih Nova Slovenija, Stranka modernega centra in Demokratična stranka upokojencev Slovenije. Udeležba slednjih dveh je v medijih sprožila burne odzive zaradi obljub na volitvah leta 2018, da v Janševo vlado ne bosta vstopili. Iz SMC je zaradi tega odstopila ministrica Ksenija Klampfer, 2. marca 2020 pa tudi prvi predsednik stranke Miro Cerar. Odziv je namera o novi vladi vzbudila tudi v obliki manjšega protesta, ki je potekal od sedeža SMC do sedeža DeSUS-a. Protestniki shoda "Proti koaliciji sovraštva" so strankama očitali, da so snedli besedo z volitev, prav tako so nasprotovali sestavi nove vlade. Shoda se je udeležilo nekaj znanih ljudi, med drugim poslanec Levice Miha Kordiš
SDS je 26. februarja 2020 sporočila, da se je s strankami SMC, NSi in DeSUS programsko uskladila. Isti dan so stranke interno glasovale o vstopu v novo vlado pod vodstvom Janeza Janše. Podpis pogodbe je potekal za zaprtimi vrati. Poslanec Stranke modernega centra Jani Möderndorfer je napovedal, da mandatarja ne bo podrl. Poslanci Državnega zbora so 3. marca 2020 na tajnem glasovanju z 52 glasovi Janeza Janšo izvolili za predsednika 14. vlade Republike Slovenije. S tem dnem je z mesta predsednika Državnega zbora odstopil Dejan Židan, ki ga je 5. marca zamenjal Igor Zorčič iz SMC.
Glasovanje o novi vladi je potekalo v senci širitve virusa COVID-19. Zaslišanja kandidatov so bila opravljena v enem tednu, glasovanje pa je potekalo 13. marca 2020. Zaradi izrednih razmer so se poslanci odpovedali razpravi, zato je bila seja zaključena v rekordno hitrem času. Za je glasovalo 52 poslancev, proti jih je bilo 31, en pa vzdržan. Eno uro po izvolitvi je Janša že sklical prvo sejo vlade, ki je bila namenjena ukrepanju proti koronavirusu.
V javnosti so bilo veliko pozornosti deležna pisma in depeše predsednika vlade Janeza Janše. Ob napovedi, da bosta Madžarska in Poljska izkoristili možnost veta, če bo Evropska unija pogojeval finančno pomoč za okrevanje po koronavirusu z vladavino prava, je Janša na Evropski svet naslovil pismo, v katerem je člane pozval k skupni rešitvi. V pismu je zapisal pomen svobode, ki jo ima Evropska unija in poudaril pomen julija sprejetega "robustnega" skupnega dogovora o reševanju krize zaradi koronavirusa. Dodal je, da pravna država ne more biti mehanizem v političnih rokah, ampak v strokovnih, pravnih rokah neodvisnih sodišč, saj da se v nasprotnem primeru EU približuje totalitarnim sistemom. Ob tem je dodal, da smo bili leta 2014 v Sloveniji priča ukradenim volitvam, ki niso vzbudile zanimanja institucij EU, kot ga zdaj Madžarska in Poljska: "Leta 2014 smo bili priča ukradenim volitvam, do katerih je prišlo s pomočjo drastične zlorabe državnih institucij tik ob začetku volilne kampanje. Ustavno sodišče je soglasno ugotovilo zlorabo, vendar šele potem, ko so bile volitve mimo in ko posledic te zlorabe ni bilo več mogoče odpraviti. Nobena od institucij EU v času kraje volitev ni reagirala niti z opozorilom. Celo več. Ključni akterji zlorabe so bili povabljeni na visoke položaje v institucije EU. Evropski parlament o ukradenih volitvah v državi članici EU ni hotel niti razpravljati, ker na kolegiju ni bilo večine za uvrstitev teme na dnevni red."
Opozicija in del medijev se je odzvala, da Janša ruši kredibilnost predsedovanja Slovenije in sramoti državo. Do pisma sta zadržanost izrekli koalicijski stranki DeSUS in Stranka modernega centra, ki je del o ukradenih volitvah ocenila za nerazumljiv in da so kot stranka volitve takrat zmagali pošteno. V odgovoru na kritike je Janša tvitnil, da je pismo poskus klica k razumu: "Slovenija bo dosledno zagovarjala vladavino prava in enaka merila za vse in povsod, tako doma kot v EU." Janševo pismo so nekateri politiki pohvalili. Nemška kanclerka Angela Merkel (ki je takrat predsedovala tudi Svetu Evropske unije), ki je dejala, da se vsebina pisma sklada s stališčem nemškega predsedovanja.
Ko je Karl Erjavec ponovno prevzel vodenje Demokratične stranke upokojencev Slovenije, je napovedal, da v Janševi vladi ne bo sodeloval, saj da si tega ponovno ne želi. Čez nekaj dni je organe stranke, ki so odločili, da stranka zapusti 14. vlado Republike Slovenije. DeSUS je odločitev o razrešitvi njegovih ministrov Podgorška in Gantarja prepustil Janši. Gantar je odstopil sam, začasno pa je njegov resor prevzel Janez Janša sam.
15. februarja 2021 je potekalo glasovanje o nezaupnici vladi, kot mandatar je bil predlagan Karl Erjavec. Za nezaupnico je glasovalo 40 poslancev, 7 jih je bilo proti, 6 glasovnic pa je bilo neveljavnih (ostali poslanci zaradi dogovorov znotraj strank niso prevzeli glasovnic). Ker je za izglasovajne zaupnice potrebnih 46 glasov, nezaupnica ni bila izglasovana.
S 1. julijem 2021 je Janševa tretja vlada prevzela tudi predsedovanje Svetu Evropske unije. Slovesnost ob začetku je sovpadala s prireditvijo ob 30. obletnici samostojnosti. Udeležili so se je predsedniki vlade Hrvaške, Madžarske, Avstrije in Portugalske, zunanja ministra Italije in Portugalske ter predsednik Evropskega sveta Charles Michel. Med 5. in 6. oktobrom 2021 je na Brdu pri Kranju potekalo zasedanje Evropskega sveta in vrh EU-Zahodni Balkan, ki so se ga udeležili vsi vabljeni gostje, vključno z vodji držav Zahodnega Balkana.
Janez Janša se je med rusko invazijo na Ukrajino, 15. marca 2022, s poljskim premierjem Morawieckim in češkim premierjem Fialo z vlakom odpravil v Kijev na srečanje z ukrajinskim državnim vrhom. Šlo je za prvi visoki obisk v Ukrajini od začetka vojne. Janša bi sicer moral Ukrajino obiskati 24. februarja, a je bil obisk zaradi začetka ruske invazije prestavljen. V spomin na obisk je ukrajinski predsednik Zelenski 9. septembra 2022 v Kijevu postavil spominsko obeležje. Janez Janša je s predsedovanjem 14. slovenski vladi zaključil 13. maja 2022.
24. maja 2022 je Višje sodišče v Celju potrdilo obsodbo Janše na tri mesece pogojne zaporne kazni s preizkusno dobo enega leta zaradi razžalitve novinark Eugenije Carl in Mojce Šetinc Pašek na Twitterju leta 2016, ki je s tem postala pravnomočna.

### Vrnitev v opozicijo (2022)
Na državnozborskih volitvah leta 2022 je Slovenska demokratska stranka pod vodstvom Janše osvojila drugo mesto. Stranka je prejela nekoliko  nižji odstotek glasov, a povečala število svojih poslancev. Od koalicijskih partneric tretje Janševe vlade je v parlamentu ostala le še Nova Slovenija. Povežimo Slovenijo, del katere je bila stranka Konkretno (prej SMC), Naša Dežela in Slovenska nacionalna stranka se niso uspele uvrstiti v državni zbor. Na listi Naše Dežele so kandidirali nekateri bivši DeSUS-ovi poslanci, ki so po izstopu DeSUS-a iz vlade le-to še naprej podpirali. Prav tako je vlado podpirala tudi SNS. Relativni zmagovalec volitev Robert Golob je že pred volitvami zatrdil, da se s SDS ne bo povezoval, prav tako ne s strankami, ki so sodelovale v Janševi vladi. Slovenska demokratska stranka se je tako vrnila v opozicijo. Janša je svojemu nasledniku Robertu Golobu čestital preko Twitterja.
27. marca 2023 je Janez Janša ponovno obiskal oblegano Ukrajino in se med drugim srečal s predsednikom ukrajinske vlade Denisom Šmigalom, vojaškimi strokovnjaki ter predsedniki tamkajšnjih političnih strank. Ob tem je dejal, da situacija v Ukrajini ni tako optimistična, kot izgleda.
18. aprila 2025 je bil skupaj s soobtoženima Brankom Kastelicem in Klemnom Gantarjem na prvi stopnji oproščen v zadevi Trenta. V več kot 20 let trajajočem sodnem postopku je tožilstvo Janši in soobtoženima očitalo zlorabo položaja pri nepremičninskem poslu nakupa zemljišča v Trenti.

## Družina
Z bivšo partnerico, Silvo Predalič je imel dva otroka: Žana in Niko. V začetku novembra leta 2006 je javnosti predstavil svojo novo izvoljenko Urško Bačovnik in se z njo 4. julija 2009 poročil. 18. avgusta 2011 se jima je rodil prvi sin, Črtomir, 12. avgusta 2013 pa drugi, Jakob.

## Podpora javnosti
Janez Janša je dosegel veliko javno vidnost in popularnost v času boja za samostojnost, vse od afere JBTZ, ko je bil kot politični zapornik simbol upora.
Janez Janša uživa visoko stopnjo podpore v Slovenski demokratski stranki (SDS) Njegovi podporniki ga pogosto omenjajo kot najvidnejšega nasprotnika levice:
»Janša je postal oster trn v peti levice in njenih šefov le zato, ker je v svojih kritikah dosleden, ker je dokaj dober analitik razmer, ker pri nobeni stvari zlepa ne popusti in ker se ga zaradi tega še bolj bojijo. Takšnih ljudi in oporečnikov levica prej namreč ni bila vajena, saj je s "preizkušenimi" prijemi (z zastraševanjem, udbovskimi provokacijami, zakonsko represijo itd.) vsakogar lahko zelo hitro ustrahovala, zlomila in se ga znebila kot političnega nasprotnika.«— Danilo Slivnik, Kučanov klan, stran 20, 1996
Po anketi Nedeljskega dnevnika se je v letih med 1988 in 2010 med prvih deset nominirancev za Slovenca leta uvrstil 14 krat (več uvrstitev sta dosegla le Milan Kučan (18) in Janez Drnovšek (17)).

## Kritični odzivi

### V publicistiki
V gorečem sporu je o njem dal zelo ostro izjavo njegov politični sopotnik Dimitrij Rupel:
»Janša je demagog. V polemiki je nesramen in rad podtika. Ne izbira sredstev, je hudoben in brezobziren. Ne išče svetovalcev, ampak vernike. Ne išče sodelavcev, ampak služabnike.«— Dimitrij Rupel, 1996, ,,
Publicistka Spomenka Hribar, tudi iz kroga, ki si je prizadeval za osamosvojitev, je objavila hermenevtično analizo stališč in delovanja Janeza Janše v knjigi Svet kot zarota - analiza političnega sloga Janeza Janše. Janeza Janšo opisuje kot politika, nevarnega za demokracijo v Sloveniji. Med drugim ocenjuje:
»V Depali vasi je prišlo do prekoračitve vojaških pooblastil in v tem, principialnem, formalnem smislu, do vojaškega udara.«— S. Hribar, Svet kot zarota - analiza političnega sloga Janeza Janše ,

### V protestnih gibanjih 2012–2013
V protestih, ki so se razplamteli v času druge Janševe vlade v zimi 2012–2013, sta bila izpostavljena Janša in njegov politični tekmec Zoran Janković zaradi poročila protikorupcijske komisije, ki je pri obeh zaznala »obremenjenost s korupcijskimi tveganji«. Protestniki so zahtevali umik z oblasti celotne politične elite.
Zlasti so negativno odmevali v levem delu javnosti nekateri javni nastopi Janeza Janše in drugih predstavnikov SDS, po elektronskih medijih in v poslanici shodu Zbora za republiko 8. februarja. Varuhinja človekovih pravic Zdenka Čebašek-Travnik je v Janševem govoru, ki je najbolj odmeval v delu, ko je delovanje političnih nasprotnikov označil z »levim fašizmom«, zaznala sovražni govor.
Poročilo KPK o Janševem premoženjskem stanju je pozneje odpravilo Vrhovno sodišče.

### V umetnosti
Lik in dela Janeza Janše so spodbudili tri slovenske umetnike, da so se leta 2007 uradno preimenovali. Vsi trije so prevzeli ime Janez Janša in pogosto sodelujejo: Janez Janša (režiser), Janez Janša (likovni umetnik) in Janez Janša (performer).
Režiser Janez Janša je v sodelovanju z drugima dvema preimenovanima umetnikoma in številnimi intervjuanci ustvaril film Jaz sem Janez Janša.

## Odlikovanja in priznanja
- red generala Maistra 1. stopnje z meči (24. december 1991)
- spominski znak Republiška koordinacija 1991[118]
- Osebnost leta 2020 Srednje in Vzhodne Evrope (Ekonomski forum, 2021)[119]

## Galerija
- Z ameriško zunanjo ministrico Condoleezzo Rice (2006)
- Janša skupaj z nekdanjim ministrom za obrambo ZDA Donaldom Rumsfeldom, (november 2007)
- Janša in Valdis Dombrovskis
- Janša in George W. Bush
- Javier Solana, Janez Janša, Dmitrij Medvedjev, Jose Manuel Barroso (2008)
- Janša skupaj z Viktorjem Orbanom na srečanju članic ELS (junij 2018)
- Janša in Svetlana Tihanovska, vodja beloruske opozicije (september 2021)
- Janša in hrvaški premier Andrej Plenković (september 2021)
- Janša in predsednik Evropskega sveta Charles Michel (2022)
- Janša in francoski predsednik Emmanuel Macron
- Janša in nekdani italijanski premier Berlusconi (2011)